# Andreas Weißenbäck
Franz Andreas Weißenbäck (* 26. November 1880 in Sankt Lorenzen am Wechsel, Steiermark; † 14. März 1960 in Wien) war ein österreichischer Musikwissenschaftler und Experte für Kirchenglocken.

## Leben

Dirigent Andreas Weißenbäck bei einer Uraufführung 1933

Weißenbäck gehörte dem Orden der Augustiner-Chorherren an und war in den 1930er-Jahren unter anderem Kirchenmusikreferent. Als Stiftskapellmeister war er unter anderem in Stift Klosterneuburg tätig. In Wien lehrte er an der dortigen Akademie. Die Gründung des Wiener Kammerchors geht auf seine Initiative zurück. Diesen Chor hat er auch über lange Zeit geleitet. 1937 gab er das Lexikon der katholischen Kirchenmusik heraus. Am 9. Dezember 1933 war er Dirigent bei der Uraufführung des Oratoriums Der heilige Leopold, im Stiftskeller zu Klosterneuburg, einer Komposition von Mathilde Kralik.
Weißenbäck wurde in der Chorherren-Gruft auf dem Oberen Stadtfriedhof in Klosterneuburg bestattet. In Kritzendorf ist die Dr. Andreas Weißenbäck-Gasse ⊙ nach ihm benannt.

## Werke
- Sacra Musica. Lexikon der katholischen Kirchenmusik. Klosterneuburg bei Wien: Augustinus-Druckerei, 1937. OCLC 5898456
- Die Glockenweihe. Wien: Diözesenkommission für Kirchenmusik der Erzdiözese Wien, 1948. OCLC 72970998
- mit Josef Pfundner: Tönendes Erz. Die abendländische Glocke als Toninstrument und die historischen Glocken in Österreich. Bundesdenkmalamt (Hrsg.), Böhlau, Graz 1961.